# معتمدية سليانة الشمالية
معتمدية سليانة الشمالية إحدى معتمديات الجمهورية التونسية، تابعة لولاية سليانة.